# Heliophanus capensis
Heliophanus capensis là một loài nhện trong họ Salticidae.
Loài này thuộc chi Heliophanus. Heliophanus capensis được Wanda Wesołowska miêu tả năm 1986.